# Gran Premio d'Australia 1990
Il Gran Premio d'Australia 1990 è stato un Gran Premio di Formula 1 disputato il 4 novembre 1990 al Circuito di Adelaide. La gara è stata vinta da Nelson Piquet su Benetton.

## Qualifiche

### Classifica
| Pos                     | No | Pilota             | Costruttore             | Q1       | Q2       |
| ----------------------- | -- | ------------------ | ----------------------- | -------- | -------- |
| 1                       | 27 | Ayrton Senna       | McLaren - Honda         | 1:15.671 | 1:15.693 |
| 2                       | 28 | Gerhard Berger     | McLaren - Honda         | 1:17.431 | 1:16.244 |
| 3                       | 2  | Nigel Mansell      | Ferrari                 | 1:17.294 | 1:16.352 |
| 4                       | 1  | Alain Prost        | Ferrari                 | 1:16.365 | 1:17.021 |
| 5                       | 4  | Jean Alesi         | Tyrrell - Ford          | 1:16.837 | 1:17.246 |
| 6                       | 6  | Riccardo Patrese   | Williams - Renault      | 1:17.156 | 1:17.449 |
| 7                       | 20 | Nelson Piquet      | Benetton - Ford         | 1:17.640 | 1:17.173 |
| 8                       | 19 | Roberto Moreno     | Benetton - Ford         | 1:17.437 | 1:18.089 |
| 9                       | 5  | Thierry Boutsen    | Williams - Renault      | 1:17.596 | 1:18.112 |
| 10                      | 23 | Pierluigi Martini  | Minardi - Ford          | 1:18.235 | 1:17.827 |
| 11                      | 11 | Derek Warwick      | Lotus - Lamborghini     | 1:19.579 | 1:18.351 |
| 12                      | 25 | Nicola Larini      | Ligier - Ford           | 1:19.567 | 1:18.730 |
| 13                      | 3  | Satoru Nakajima    | Tyrrell - Ford          | 1:18.738 | 1:19.066 |
| 14                      | 16 | Ivan Capelli       | Leyton House - Judd     | 1:19.341 | 1:18.843 |
| 15                      | 22 | Andrea De Cesaris  | Scuderia Italia - Ford  | 1:19.107 | 1:18.858 |
| 16                      | 15 | Maurício Gugelmin  | Leyton House - Judd     | 1:19.804 | 1:18.860 |
| 17                      | 8  | Stefano Modena     | Brabham - Judd          | 1:19.861 | 1:18.886 |
| 18                      | 12 | Johnny Herbert     | Lotus - Lamborghini     | 1:19.091 | 1:19.185 |
| 19                      | 26 | Philippe Alliot    | Ligier - Ford           | 1:19.202 | 1:19.835 |
| 20                      | 24 | Gianni Morbidelli  | Minardi - Ford          | 1:19.408 | 1:19:347 |
| 21                      | 21 | Emanuele Pirro     | Scuderia Italia - Ford  | 1:19.476 | 1:19.609 |
| 22                      | 14 | Olivier Grouillard | Osella - Ford           | 1:21.047 | 1:19.722 |
| 23                      | 29 | Éric Bernard       | Larrousse - Lamborghini | 1:21.489 | 1:19.858 |
| 24                      | 30 | Aguri Suzuki       | Larrousse - Lamborghini | 1:19.970 | 1:20.235 |
| 25                      | 7  | David Brabham      | Brabham - Judd          | 1:20.846 | 1:20.218 |
| 26                      | 17 | Gabriele Tarquini  | AGS - Ford              | 1:21.222 | 1:20.296 |
| Vetture non qualificate |    |                    |                         |          |          |
| NQ                      | 9  | Michele Alboreto   | Arrows - Ford           | 1:20.630 | 1:20.545 |
| NQ                      | 18 | Yannick Dalmas     | AGS - Ford              | 1:20.630 | 1:20.545 |
| NQ                      | 10 | Alex Caffi         | Arrows - Ford           | 1:21.101 | 1:21.609 |
| NQ                      | 31 | Bertrand Gachot    | Coloni - Ford           | 1:23.135 | 1:23.975 |

## Gara
Alla partenza Senna partì benissimo mentre Berger, nonostante un’esitazione, riuscì a stare davanti alle due Ferrari; intanto uno buono spunto di Piquet regalò al pilota brasiliano la quinta posizione. Al 2º passaggio Berger toccò accidentalmente il blocchetto d’accensione della vettura perdendo terreno e lasciando spazio a Mansell mentre Prost cercò di imitare il compagno di squadra ma fu vittima dell’attacco di Piquet in fondo al rettilineo. Dopo 6 tornate la Benetton numero 20 si sbarazzò anche di Berger mentre iniziò un bel duello per la leadership fra Mansell in seconda posizione e il neo campione del mondo.
Il testa a testa andò avanti per 43 giri, poi una sbavatura del “Leone d’Inghilterra” costrinse la Ferrari numero 2 ad una sosta forzata ai box rientrando in quinta posizione. Al secondo posto salì Piquet mentre Prost superò finalmente Berger conquistando virtualmente il terzo gradino del podio. La gara proseguì con Senna comodamente in testa fino al 62º giro, quando per un guasto al cambio la McLaren numero 27 finì contro le barriere in uscita di curva 5. In testa così si ritrovò Piquet, seguito dalle due Ferrari, con Prost davanti a Mansell.
Nelle ultime fasi di gara, l’inglese della Rossa raggiunse e superò Prost alla staccata in fondo al Brabham Straight tentando poi l’assalto al leader del Gran Premio. Nelle azioni finali un doppiaggio alla Brabham di Modena regalano le ultime emozioni: Piquet si preparò a passare il pilota emiliano quando arrivò il ferrarista che, sfruttando la doppia scia, provò ad infilare entrambi; tuttavia Mansell non calcolò bene le distanze e per un soffio non rischiò di centrare il retrotreno della Benetton. L’azione al limite del ferrarista lasciò strada libera a Piquet che andò a vincere la sua 22ª vittoria in carriera, davanti alla coppia Ferrari. Punti iridati anche per Berger, Boutsen e Patrese.  Questo Gran Premio è stato il 500º nella storia della Formula 1, al netto delle gare non valide per il mondiale disputate tra il 1950 e il 1983 e Prost a fine gara decise di non partecipare alla tradizionale fotografia di fine stagione con tutti i piloti del paddock, ancora innervosito dopo l'incidente con Senna al Gran Premio del Giappone.

### Classifica
| Pos      | No | Pilota             | Costruttore             | Giri | Tempo/Ritirato     | Partenza | Punti |
| -------- | -- | ------------------ | ----------------------- | ---- | ------------------ | -------- | ----- |
| 1        | 20 | Nelson Piquet      | Benetton - Ford         | 81   | 1:49:44.570        | 7        | 9     |
| 2        | 2  | Nigel Mansell      | Ferrari                 | 81   | +3.129             | 3        | 6     |
| 3        | 1  | Alain Prost        | Ferrari                 | 81   | +37.259            | 4        | 4     |
| 4        | 28 | Gerhard Berger     | McLaren - Honda         | 81   | +46.862            | 2        | 3     |
| 5        | 5  | Thierry Boutsen    | Williams - Renault      | 81   | +1:51.160          | 9        | 2     |
| 6        | 6  | Riccardo Patrese   | Williams - Renault      | 80   | +1 giro            | 6        | 1     |
| 7        | 19 | Roberto Moreno     | Benetton - Ford         | 80   | +1 giro            | 8        |       |
| 8        | 4  | Jean Alesi         | Tyrrell - Ford          | 80   | +1 giro            | 5        |       |
| 9        | 23 | Pierluigi Martini  | Minardi - Ford          | 79   | +2 giri            | 10       |       |
| 10       | 25 | Nicola Larini      | Ligier - Ford           | 79   | +2 giri            | 12       |       |
| 11       | 26 | Philippe Alliot    | Ligier - Ford           | 78   | +3 giri            | 19       |       |
| 12       | 8  | Stefano Modena     | Brabham - Judd          | 77   | +4 giri            | 17       |       |
| 13       | 14 | Olivier Grouillard | Osella - Ford           | 74   | +7 giri            | 22       |       |
| Ritirato | 21 | Emanuele Pirro     | Scuderia Italia - Ford  | 68   | Motore             | 21       |       |
| Ritirato | 27 | Ayrton Senna       | McLaren - Honda         | 61   | Cambio/Incidente   | 1        |       |
| Ritirato | 17 | Gabriele Tarquini  | AGS - Ford              | 58   | Motore             | 26       |       |
| Ritirato | 12 | Johnny Herbert     | Lotus - Lamborghini     | 57   | Frizione           | 18       |       |
| Ritirato | 3  | Satoru Nakajima    | Tyrrell - Ford          | 53   | Testacoda          | 13       |       |
| Ritirato | 16 | Ivan Capelli       | Leyton House - Judd     | 46   | Acceleratore       | 14       |       |
| Ritirato | 11 | Derek Warwick      | Lotus - Lamborghini     | 43   | Cambio             | 11       |       |
| Ritirato | 15 | Maurício Gugelmin  | Leyton House - Judd     | 27   | Freni              | 16       |       |
| Ritirato | 22 | Andrea De Cesaris  | Scuderia Italia - Ford  | 23   | Problema elettrico | 15       |       |
| Ritirato | 29 | Éric Bernard       | Larrousse - Lamborghini | 21   | Cambio             | 23       |       |
| Ritirato | 24 | Gianni Morbidelli  | Minardi - Ford          | 20   | Cambio             | 20       |       |
| Ritirato | 7  | David Brabham      | Brabham - Judd          | 18   | Testacoda          | 25       |       |
| Ritirato | 30 | Aguri Suzuki       | Larrousse - Lamborghini | 6    | Trasmissione       | 24       |       |
| NQ       | 9  | Michele Alboreto   | Arrows - Ford           |      |                    |          |       |
| NQ       | 18 | Yannick Dalmas     | AGS - Ford              |      |                    |          |       |
| NQ       | 10 | Alex Caffi         | Arrows - Ford           |      |                    |          |       |
| NQ       | 31 | Bertrand Gachot    | Coloni - Ford           |      |                    |          |       |

## Classifiche

### Piloti
| Pos. | Pilota             | Punti   |
| ---- | ------------------ | ------- |
| 1    | Ayrton Senna       | 78      |
| 2    | Alain Prost        | 71 (73) |
| 3    | Nelson Piquet      | 43 (44) |
| 4    | Gerhard Berger     | 43      |
| 5    | Nigel Mansell      | 37      |
| 6    | Thierry Boutsen    | 34      |
| 7    | Riccardo Patrese   | 23      |
| 8    | Alessandro Nannini | 21      |
| 9    | Jean Alesi         | 13      |
| 10   | Ivan Capelli       | 6       |
| 10   | Roberto Moreno     | 6       |
| 10   | Aguri Suzuki       | 6       |
| 13   | Éric Bernard       | 5       |
| 14   | Derek Warwick      | 3       |
| 14   | Satoru Nakajima    | 3       |
| 16   | Stefano Modena     | 2       |
| 16   | Alex Caffi         | 2       |
| 18   | Maurício Gugelmin  | 1       |

### Costruttori
| Pos. | Team                    | Punti |
| ---- | ----------------------- | ----- |
| 1    | McLaren - Honda         | 121   |
| 2    | Ferrari                 | 110   |
| 3    | Benetton - Ford         | 71    |
| 4    | Williams - Renault      | 57    |
| 5    | Tyrrell - Ford          | 16    |
| 6    | Larrousse - Lamborghini | 11    |
| 7    | Leyton House - Judd     | 7     |
| 8    | Lotus - Lamborghini     | 3     |
| 9    | Brabham - Judd          | 2     |
| 9    | Arrows - Ford           | 2     |

## Statistiche
- Piloti al comando: Ayrton Senna 61 giri (1-61); Nelson Piquet 20 giri (62-81)
- Come tradizione, prima dell'ultima gara della stagione viene scattata una fotografia di tutti i piloti; inoltre viene scattata una fotografia del neo Campione del Mondo Senna insieme ad altri Campioni del passato, tra cui Juan Manuel Fangio. Prost, ancora innervosito dopo l'incidente con Senna al Gran Premio del Giappone, decide di non apparire in nessuna delle due.
- Questo Gran Premio è stato il 500º nella storia della Formula 1, al netto delle gare non valide per il mondiale disputate tra il 1950 e il 1983.

## Fonti
- The Official Formula 1 website, su formula1.com. URL consultato il 1º maggio 2009.